# Union Démocratique du Travail
De Union Démocratique du Travail UDT, Nederlands: Democratische Unie van de Arbeid, was een politieke partij in Frankrijk, die van  van 1958 tot 1967 bestond. De partij was links, maar gaullistisch. De Union Démocratique du Travail was er voor dat generaal Charles de Gaulle de president van Frankrijk was. De partij steunde de  onafhankelijkheid van Algerije. Op sociaal en economisch vlak was de UDT voorstander van een socialistisch beleid.
De bekendste leden waren René Capitant (1901-1970) en Louis Vallon, die beide lid van de Assemblée Nationale waren. Capitant leidde tussen 1959 en 1962 de Union Démocratique du Travail.
De Union Démocratique du Travail vormde in 1962 een lijstverbinding met de gaullistische Union pour la Nouvelle République UNR van De Gaulle. De lijstverbinding UNR-UDT won de parlementsverkiezingen van november 1962. Hun fractie kreeg 229 zetels in de Assemblée nationale. De gaullist Georges Pompidou van de UNR werd premier, maar de UDT was vanaf het begin tegen zijn beleid gekant. Capitant verklaarde dat de koers van Pompidou te rechts was en dat het ware gaullisme links is.
Desondanks fuseerden de UNR en de UDT in 1967 tot de Union Démocratique pour la Ve République. Deze ging op haar beurt in 1968 in de Union pour la Défense de la République op.
De Union Démocratique du Travail gaf een eigen partijkrant uit, de Notre République.